# El Habalito del Tubo
El Habalito del Tubo är en ort i Mexiko.   Den ligger i kommunen Mazatlán och delstaten Sinaloa, i den centrala delen av landet, 800 km nordväst om huvudstaden Mexico City. El Habalito del Tubo ligger 34 meter över havet och antalet invånare är 201.
Terrängen runt El Habalito del Tubo är platt. Runt El Habalito del Tubo är det ganska tätbefolkat, med 139 invånare per kvadratkilometer. Närmaste större samhälle är Mazatlán, 10,9 km väster om El Habalito del Tubo. Omgivningarna runt El Habalito del Tubo är en mosaik av jordbruksmark och naturlig växtlighet.